# Аксой, Лютфю
Лютфю́ Аксо́й (тур. Lütfü Aksoy; 17 июля 1911 — 5 сентября 1998) — турецкий футболист, играл на позиции защитника. Участник летних Олимпийских игр 1936 года.

## Биография

### Клубная карьера
В начале карьеру играл за «Каршияку». В 1933 году перешёл в стамбульский «Галатасарай», в составе которого играл в течение семи сезонов. В 1939 году в составе «львов» завоевал титул победителя Национального дивизиона. Завершил карьеру в 1940 году.

### Карьера в сборной
В составе сборной Турции принимал участие на олимпийском футбольном турнире 1936 года, где сыграл в матче со сборной Норвегии (0:4). Всего за сборную Турции сыграл 2 матча.

### Смерть
Скончался 5 сентября 1998 года в возрасте 87 лет.

## Достижения
«Галатасарай»
- Победитель Национального дивизиона[англ.] (1): 1939